# Dunwich (Suffolk)

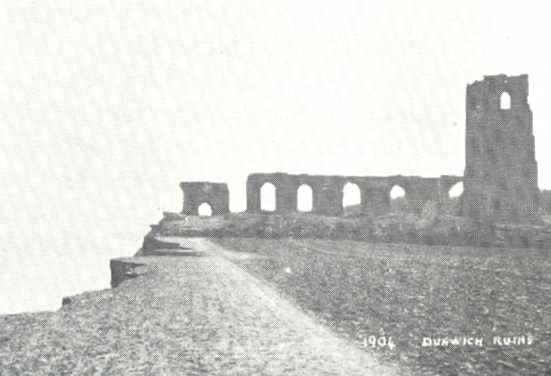
Dunwich All Saints Ruins.

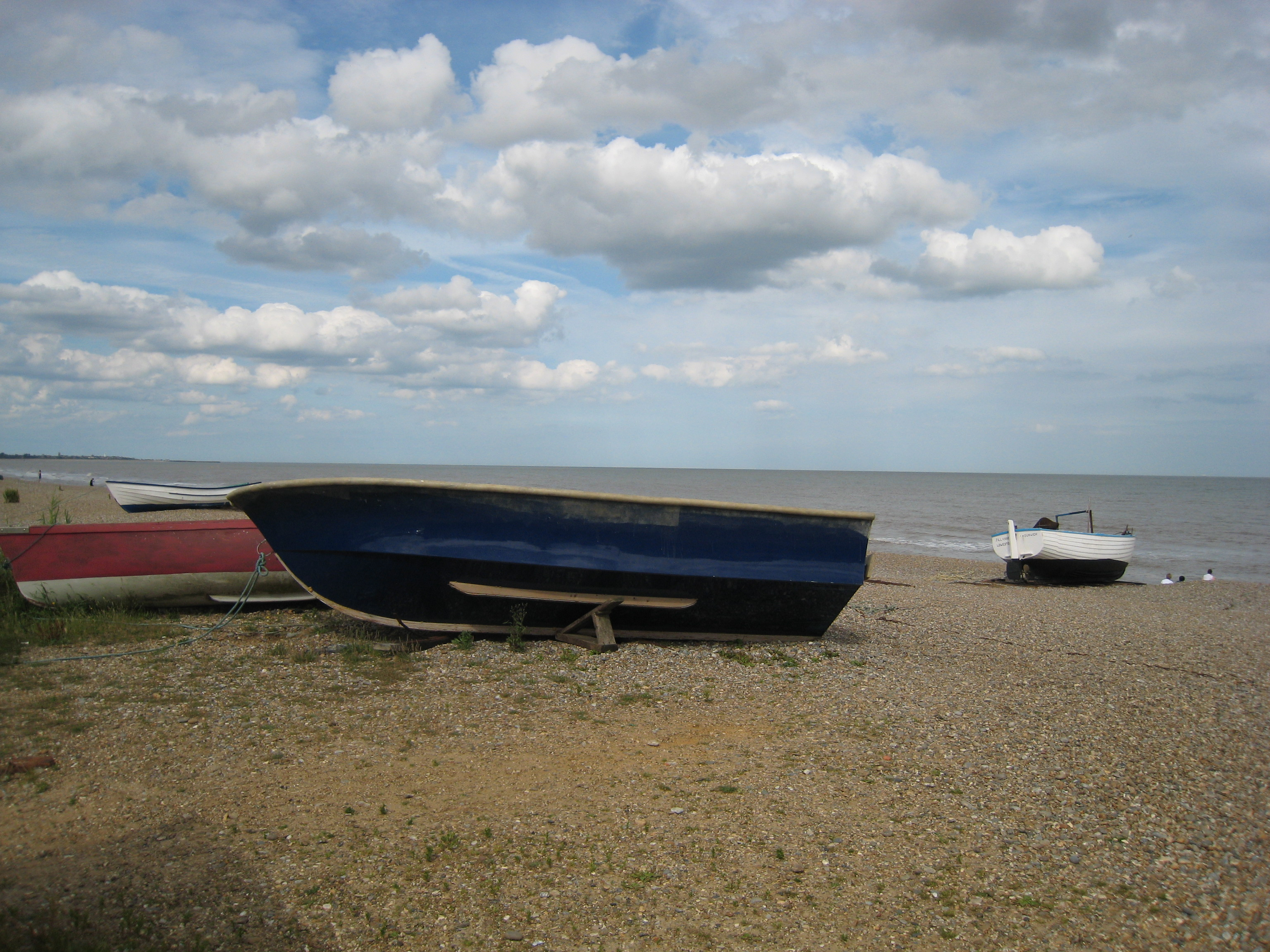
Strand

Der Ort Dunwich [ˈdʌnɪtʃ] im County Suffolk in England ist der Überrest eines ehemals wohlhabenden Seehafens und Zentrums des Wollhandels im frühen Mittelalter. Der Naturhafen in der Mündung der beiden Flüsse Blyth River und Dunwich River war einst die größte Hafenstadt in East Anglia.

## Geschichte
Der Hafen von Dunwich bot der Legende nach die Grundlage für ein römisches Militärlager. Die erste urkundliche Nennung erfolgte vermutlich 632, als ein Missionar aus Burgund, St. Felix, den ersten Bischofssitz in East Anglia gründete. Dommoc war sein Bischofssitz. Üblicherweise wird Dommoc mit Dunwich identifiziert, doch kommt auch das Kastell Walton Castle bei Felixstowe in Betracht.
Æcca war zweifelsfrei Bischof von Dunwich. Er wurde nach 673 zum Bischof geweiht und trat sein Amt im Anschluss an. Er starb zwischen 705 und 747. Nach Æthelweald (845/870 bis ?) wurde der Posten des Bischofes in Dunwich nicht mehr besetzt, die Nachfolger residierten in Elmham, Thetfort und später Norwich.
Nach dem Domesday Book, der Volks- und Vermögenszählung der normannischen Eroberer aus dem Jahr 1086, hatte Dunwich ungefähr 3.000 Einwohner, acht Kirchen, eine Benediktinerabtei und zwei Klöster der Franziskaner und Dominikaner. Es war damit die zehntgrößte Stadt in England. Im 13. Jahrhundert war es mit achtzehn Kirchen und Klöstern nach Norwich die zweitgrößte Stadt in East Anglia.
In römischer Zeit war die Küstenlinie noch mindestens zwei Kilometer von der heutigen Stadt entfernt. Während eines heftigen Sturms im Jahr 1286 sollen große Teile der Stadt ins Meer gespült worden sein. Die Mündung des Dunwich River versandete teilweise. Gegen eine weitere heftige Sturmflut im Jahr 1328 kämpften die Einwohner der Sage nach vergebens, um den Hafen zu retten. Ein Viertel der Stadt Dunwich ging im Meer unter. Ein Großteil der verbliebenen Stadt wurde am 15. und 16. Januar 1362 durch einen schweren Wintersturm ins Meer gerissen. Zur gleichen Zeit wurde die deutsche Nordseeküste durch die „Grote Mandrenke“ verheert. In den folgenden drei Jahrhunderten fiel der Rest der Stadt der Küstenerosion zum Opfer. Häuser, die heute direkt am Kliff stehen, befanden sich einst fast zwei Kilometer im Landesinneren.
Nahezu alle Gebäude sind im Meer versunken, einschließlich aller acht Kirchen. Die letzten Reste der Kirche All Saints, die schon seit 1755 keinen Pfarrer mehr hatte, stürzten 1904 und 1919 ins Meer. Nur noch einige wenige Mauern eines Franziskanerklosters und eines Leprakrankenhauses stehen. Eine Legende erzählt, dass man bei manchen Sturmfluten die Kirchenglocken noch im Getöse der Wellen hören kann. Als einst bedeutende Stadt hatte Dunwich das Recht, zwei Mitglieder ins Parlament zu entsenden. Erst 1832, nach der Bereinigung der rotten boroughs durch den Reform Act, verlor Dunwich dieses Recht.
Für die wenigen verbliebenen Einwohner wurde 1832 etwas landeinwärts eine neue Kirche, St. James, erbaut. Diese, das Ship Inn, ein Tea Room, ein Museum und wenige Wohnhäuser mit zirka 120 Einwohnern sind der Rest der einst bedeutenden Stadt. 1934 errichtete die Church of England den Titel Bischof von Dunwich als Suffraganstuhl wieder; der Stuhl wurde gemäß dem Suffragans Nomination Act 1888 durch eine Order in Council vom 14. August 1934 errichtet.
Im Frühjahr 2013 wurde mit der Hilfe von Sonartechnik die erste Karte der Ruinen von Dunwich, die sich nun in einer Wassertiefe von drei bis zehn Metern befinden, von der Universität Southampton erarbeitet.
Die Landschaft in der Umgebung bietet vielfältige Naturerlebnisse. Die inzwischen vollkommen verlandete Mündung des Dunwich River im Norden, Dingle Marshes genannt, lässt heute nicht mehr ahnen, dass sich hier einer der bedeutendsten englischen Häfen befand. Große Heideflächen mit Erika, Stechginster und Baum- und Strauchgruppen, die Dunwich Heath, bedecken das ehemalige Weideland im Süden. Dort schließt sich das Vogelreservat Minsmere in einem ausgedehnten Schilfgebiet an.

## Kunstprojekt Lost Town
2004 gewannen die jungen Architekten Anne Niemann und Johannes Ingrisch einen hochdotierten Architekturwettbewerb und bekamen so die Möglichkeit, ein mehrere Millionen Pfund teures Kunstprojekt zu initiieren: die im Meer vor der Küste durch metallene Säulen repräsentierte Darstellung einer Kirche. Nach anhaltendem Widerstand der Einwohner von Dunwich wurde der Fokus des Projektes nach jahrelangen Bemühungen zur Halbinsel The Naze bei Walton-on-the-Naze verlegt. Aufgrund der weltweiten Finanzkrise ruht das Vorhaben seit 2009. Der Langzeit-Dokumentarfilm Lost Town von Jörg Adolph begleitete die Arbeit.